# Joaquín Caparrós
Joaquín de Jesús Caparrós Camino, mais conhecido como Joaquín Caparrós (Utrera, 15 de outubro de 1955) é um treinador de futebol espanhol. Atualmente, treina o Sevilla. 

## Carreira
Nascido na Província de Sevilha. Caparrós depois de uma carreira mediana como jogador, iniciou-se como treinador de futebol, no San José Obrero. tendo iniciado como comandante de uma equipe principal, no Recreativo Huelva, onde ajudou a chegar a Segunda Divisão espanhola no segundo ano a frente da equipe. Em seguida dirigiu o Villarreal por sete jogos, depois treinou o Sevilla. Em 2005, foi para o La Coruña, sendo demitido depois de uma temporada fraca.
Depois, treinou o Athletic Bilbao, onde conseguiu  qualificar duas vezes para a UEFA Europa League e foi vice-campeão na Copa del Rey em 2009, sendo demitido em 7 de Julho de 2011, após mudanças na presidência do clube. Em junho do mesmo ano, acertou para o ser comandante do Neuchâtel Xamax, no lugar do brasileiro Sonny Anderson, onde ficou por apenas cinco jogos e também foi demitido, após uma briga com o mandatário do clube, o russo Bulat Chagaev. em outubro do mesmo ano de 2011, acertou para ser comandante do Mallorca. No ano de 2014 acertou sua ida para treinar o Granada CF da Espanha.